# السعود العشر
السعود العشر هي كواكب متناسقة وكل سعد كوكبان أو أكثر أربعة منها من منازل القمر وهي؛
- سعد الذابح
- سعد بلع
- سعد السعود
- سعد الأخبية

ومنها ستة ليست من منازل القمر
- سعد مالك
- سعد مطر
- سعد الهمام
- سعد البهام
- سعد بارع
- سعد ناشرة

و لا يعرف الناس سوى الأربعة الأولى التي هي من منازل القمر وهي من منازل الشتاء

### سعد الذابح
نجمان إحداهما شمالي والاخر جنوبي بينهما قدر ذراع هما قرن الجدي

### سعد بلع
نجمان بينهما ثالث خفي حت كأن أحدهما أبتلعه وهما يد ساكب الماء

### سعد السعود
ثلاثة نجوم أحدهما أنور من الاخران وسمي بهذا لأستسعادهم بطلوعه وهو منكب ساكب الماء

### سعد الأخبية
أربع نجوم ثلاثة على شكل مثلث وواحد في وسطه وهو ذراع ساكب الماء